# Patoka (województwo śląskie)
Patoka (niem. Patocka) – kolonia w Polsce położona w województwie śląskim, w powiecie lublinieckim, w gminie Ciasna.
W latach 1975–1998 miejscowość administracyjnie należała do województwa częstochowskiego.

## Zabytki
- Pałac w Patoce

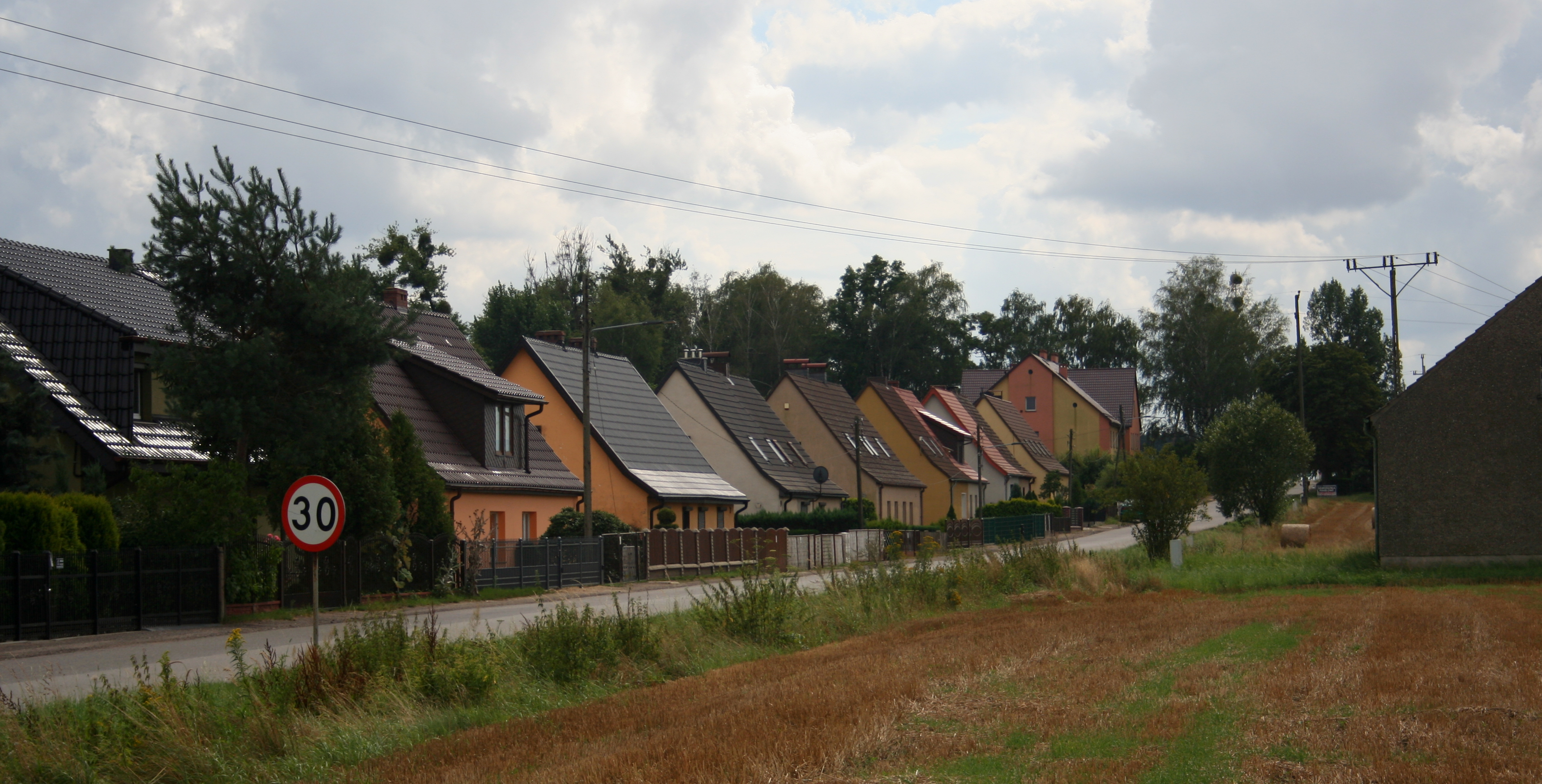
Zabudowania przy ul. Ceramicznej